# Барабанов, Александр Трифонович
Александр Трифонович Барабанов (9 апреля 1928 — 19 сентября 2018) — советский и российский учёный, доктор технических наук, профессор, член Американского математического общества (1990).
Известный ученый в области решения ряда задач кинематики и динамики управляемых объектов, использованных в разработках перспективного высокоточного ракетного оружия. Является автором более 300 научных трудов, в том числе 7 монографий, а также более 10 авторских свидетельств на изобретения.

## Биография
Родился 9 апреля 1928 года в Севастополе.
Окончил Ленинградский военно-механический институт (ныне Балтийский государственный технический университет «Военмех») в 1952 году и Ленинградский университет (ныне Санкт-Петербургский государственный университет) в 1958 году.
По окончании «Военмеха» работал в этом же вузе: ассистент, доцент. В 1955 году окончил аспирантуру и защитил кандидатскую диссертацию. По окончании университета, с 1959 по 1967 год, работал старшим научным сотрудником, начальником лаборатории, отдела и отделения теоретических исследований и моделирования НИИ-49 (Научно-исследовательский институт командных приборов, с 1973 года — ЛНПО «Гранит»), был заместителем главного конструктора бортовой аппаратуры системы управления противокорабельной крылатой ракеты П-6 по динамике управления. В 1963 году защитил докторскую диссертацию.
В 1968 году Александр Трифонович Барабанов перешел на работу в Севастопольский приборостроительный институт (ныне Севастопольский государственный университет), где организовал кафедру технической кибернетики и бессменно руководил ею в течение более тридцати лет. Под его руководством кафедра занимала ведущие позиции в области подготовки инженерных кадров, научно-исследовательской и образовательно-педагогической деятельности. С 2015 года кафедра называлась «Информатика и управление в технических системах». В университете учёный проработал более 50 лет.
Александр Трифонович создал и руководил научной школой «Нестационарные и функционально сложные системы и процессы», подготовил 36 кандидатов технических наук, многие из которых продолжили работать в университете. Был членом редакционной коллегии журнала «Динамические системы» Крымского федерального университета.
Умер 19 сентября 2018 года в Севастополе.

## Заслуги
- Был награждён орденом «Трудового Красного Знамени» (1963), медалями «За трудовую доблесть» (1981) и украинским орденом «За заслуги» III степени.
- Удостоен знака отличия «За научные достижения[укр.]» Министерства образования и науки Украины[7].
- В апреле 2018 года ему было присвоено звание «Заслуженный профессор Севастопольского государственного университета»[1].